# SN 2003cj
SN 2003cj – supernowa odkryta 26 marca 2003 roku w galaktyce A121551+0859. W momencie odkrycia miała maksymalną jasność 20,20m.